# Illicium pachyphyllum
Illicium pachyphyllum är en tvåhjärtbladig växtart som beskrevs av Albert Charles Smith. Illicium pachyphyllum ingår i släktet Illicium och familjen Schisandraceae. Inga underarter finns listade.